# Raval del Teixidor
El Raval del Teixidor és una caseria del municipi de Castellbell i el Vilar, a la comarca catalana del Bages. És situat a la part nord-occidental del terme, a la vall de la riera de Marganell, vora el rasot de Botines, a l'inici dels estreps que pugen cap a Montserrat. Molt a prop, cap a l'oest, hi ha la urbanització del Mas Enric.
S'hi accedeix a través d'un camí que arrenca de la carretera local BV-1123 a l'alçada del km 2,5.
En el cens del 2006 tenia 18 habitants.